# Carabobo
Carabobo ist einer der kleinsten, zugleich aber bevölkerungsreichsten Bundesstaaten Venezuelas.
Die Fläche Carabobos macht 0,51 % der Fläche Venezuelas aus, der Bundesstaat hat aber etwa neun Prozent der Gesamtbevölkerung des Landes. Die Hauptstadt ist Valencia.
Vor Ankunft der Europäer war diese Region um den Valenciasee eines der wichtigsten Kulturzentren des Gebietes, das später Venezuela wurde. Auf seinem Territorium fand die Schlacht von Carabobo statt, sowie andere wichtige Schlachten im Unabhängigkeitskrieg im 19. Jahrhundert.
Der Bundesstaat hat viele der wichtigsten Industrien Venezuelas sowie den größten Hafen des Landes, Puerto Cabello.

## Geographie
Carabobo ist Teil der Region Central und grenzt an die Bundesstaaten Falcón im Nordwesten, Yaracuy im Westen, Cojedes und Guárico im Süden, Aragua im Osten sowie im Norden an die Karibik. Der Valenciasee gehört mit seinen Nord-, West- und Südufer zu Carabobo.

### Verwaltungsgliederung
Der Bundesstaat Carabobo gliedert sich in folgende Bezirke (Municipios):
| Bezirk         | Regierungssitz | Bevölkerung 2011 | Fläche km² | Bevölkerungs- dichte |
| -------------- | -------------- | ---------------- | ---------- | -------------------- |
| Bejuma         | Bejuma         | 46.041           | 469        | 98,17                |
| Carlos Arvelo  | Güigüe         | 149.313          | 835        | 178,82               |
| Diego Ibarra   | Mariara        | 111.938          | 79         | 1416,94              |
| Guacara        | Guacara        | 174.868          | 165        | 1059,81              |
| Juan José Mora | Morón          | 66.269           | 453        | 146,29               |
| Libertador     | Tocuyito       | 178.904          | 558        | 320,62               |
| Los Guayos     | Los Guayos     | 161.341          | 73         | 2210,15              |
| Miranda        | Miranda        | 28.135           | 161        | 174,75               |
| Montalbán      | Montalbán      | 24.154           | 107        | 225,74               |
| Naguanagua     | Naguanagua     | 144.308          | 188        | 767,70               |
| Puerto Cabello | Puerto Cabello | 196.942          | 729        | 270,15               |
| San Diego      | San Diego      | 77.154           | 106        | 727,87               |
| San Joaquín    | San Joaquín    | 62.777           | 127        | 494,31               |
| Valencia       | Valencia       | 839.926          | 623        | 1348,20              |

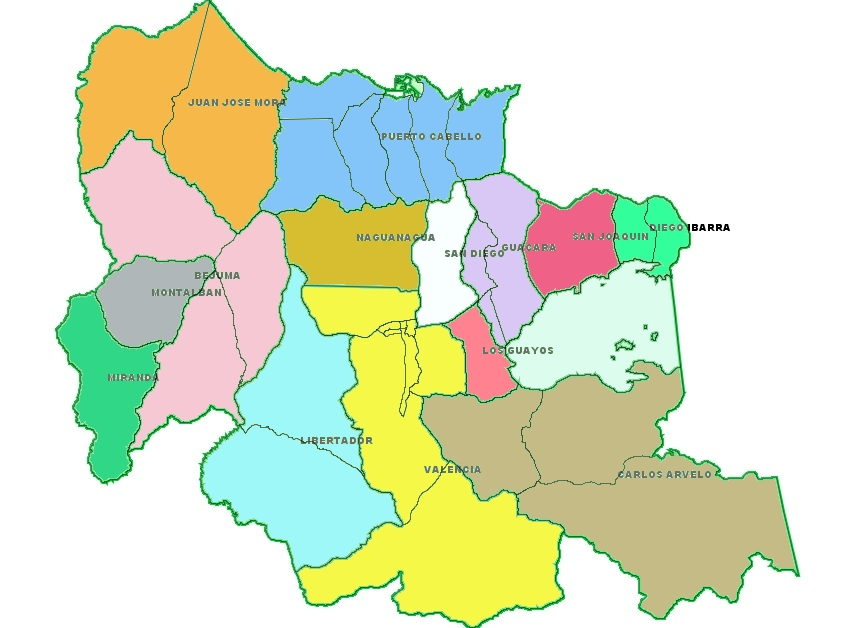
Politische Karte Carabobos

Die Bezirke haben ihrerseits eine oder mehr Parroquias (Gemeinden). Carabobo hat insgesamt 38 parroquias.
| Bezirk         | Parroquias |
| -------------- | --- |
| Bejuma         | Bejuma, Canoabo, Simón Bolívar                                                                                |
| Carlos Arvelo  | Güigüe, Belén, Tacarigua                                                                                      |
| Diego Ibarra   | Aguas Calientes, Mariara                                                                                      |
| Guacara        | Guacara, Yagua, Ciudad Alianza                                                                                |
| Juan José Mora | Morón, Urama                                                                                                  |
| Libertador     | Tocuyito, Independencia                                                                                       |
| Los Guayos     | Los Guayos |
| Miranda        | Miranda |
| Montalbán      | Montalbán |
| Naguanagua     | Naguanagua |
| Puerto Cabello | Bartolomé Salón, Democracia, Fraternidad, Goaigoaza, Juan José Flores, Unión, Borburata, Patanemo             |
| San Diego      | San Diego |
| San Joaquín    | San Joaquín                                                                                                   |
| Valencia       | Candelaria, Catedral, El Socorro, Miguel Peña, Rafael Urdaneta, San Blas, San José, Santa Rosa, Negro Primero |

Seit langer Zeit diskutiert man über die Umwandlung der parroquia Miguel Peña, mit über 500.000 Einwohnern, in einen Bezirk.

### Städte
- Valencia: Hauptstadt des Bundesstaates und drittgrößte Stadt Venezuelas.
- Puerto Cabello: Größter Hafen Venezuelas.
- Guacara: Hauptsitz des Bezirks Guacara, nordöstlich von Valencia.
- Morón: Stadt im Nordwesten auf dem Weg zwischen Puerto Cabello und Coro.
- Los Guayos: Hauptsitz des Bezirks Los Guayos, östlich von Valencia, früher indianisches Dorf.
- Miranda
- San Diego: Kleine Stadt, Hauptsitz des Bezirks San Diego, von Indianern gegründet.
- Tocuyito: Stadt südwestlich von Valencia, auf dem Weg zu den Ebenen.
- Güigüe: Hauptsitz des Bezirks Carlos Arvelo.
- Yagua: Kleine Stadt im Bezirk Guacara, war früher eine indianische Siedlung.
- Canoabo: Stadt zwischen den Bergen im westlichen Teils Carabobos.

## Natur und Landschaft
Im Norden und im Westen erstreckt sich das Küstengebirge. Im Osten liegt der Valenciasee oder Tacariguasee, der größte Binnensee Venezuelas. Im Zentrum und im Süden gibt es Ebenen und im Südosten südlich des Valenciasees wieder Berge.

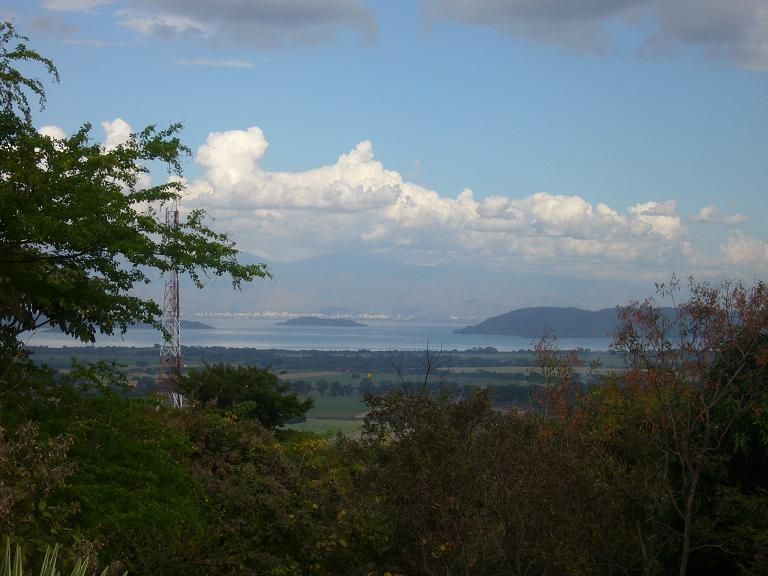
Der Valenciasee aus der Abtei von Güigüe

Carabobo hat drei Einzugsgebiete: Karibik, Valenciasee und Süden.

### Gewässer

#### Einzugsgebiet der Karibik
Hier gibt es u. a. folgende Flüsse:
- Aguas Calientes
- Borburata
- Goaigoaza
- Morón
- Patanemo
- Sanchón
- San Esteban
- Urama

Diese Flüsse bilden sich im Küstengebirge und münden in die Karibik.

#### Einzugsgebiet des Valenciasees
Hier sind folgende Flüsse nennenswert:
- Cabriales
- Río Güigüe
- Río Guacara

Alle diese Flüsse mündeten in den Valenciasee, obwohl der Cabriales jetzt zum Paíto umgeleitet wird.
Der Valenciasee oder Tacariguasee ist der zweitgrößte Binnensee Südamerikas nach dem Titicaca-See.

#### Südliches Einzugsgebiet
Die wichtigsten Flüsse hier sind der Fluss Pao und der Fluss Manaure. Sie münden in die Flüsse Guárico und Portuguesa, die Teil des Orinokobeckens sind.

### Flora und Fauna

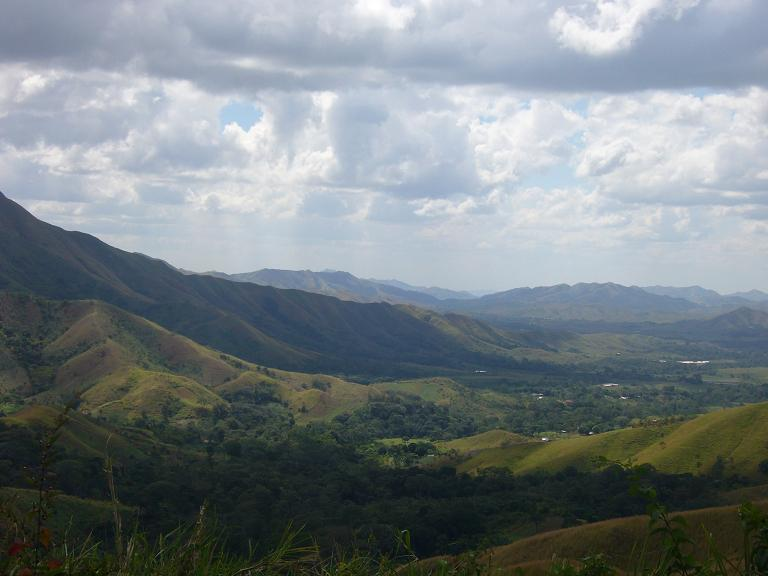
Südosten Carabobos, Carlos Arvelo

Obwohl der Bundesstaat dicht besiedelt ist, gibt es große Gebiete, wo die Natur sich noch sehr gut erhalten hat. Dazu gehören u. a. der Nationalpark San Sebastian, die Bergregionen im Südosten des Bundesstaates sowie viele Berggebiete im Western, vor allem in den Gemeinden Bejuma und Montalbán.
Carabobo hat vorwiegend eine tropische Vegetation. An der Küste wachsen Mangroven wie die Rote Mangrove, sowie Coccoloba uvifera.
Zu den typischen Tierarten des Bundesstaates gehören:
- Vögel: Pfäffchen, Carduelis psaltria, verschiedene Kolibriarten, Rotschwanzguan, Silberschnabeltangare
- Reptilien: Grüne Leguane, Gewöhnliche Lanzenotter, Venezuela-Lanzenotter, Abgottschlangen, an der Küste Spitzkrokodile
- Säugetiere: Nabelschweine, Mittelamerikanische Aguti, Rotwild, Südopossums, Pumas

### Umweltprobleme
Das sehr schnelle Bevölkerungswachstum der letzten 100 Jahren hat auch die Schädigung der lokalen Umwelt beschleunigt. Der Valenciasee sowie mehrere Flüsse zeigen bereits eine deutliche Umweltverschmutzung. Schwarzwasser werden ohne Bereinigung in diese Gewässer sowie in die Karibik eingeleitet. Es gibt darüber hinaus zahlreiche Mülldeponien, die internationalen Normen nicht entsprechen.

### Parks

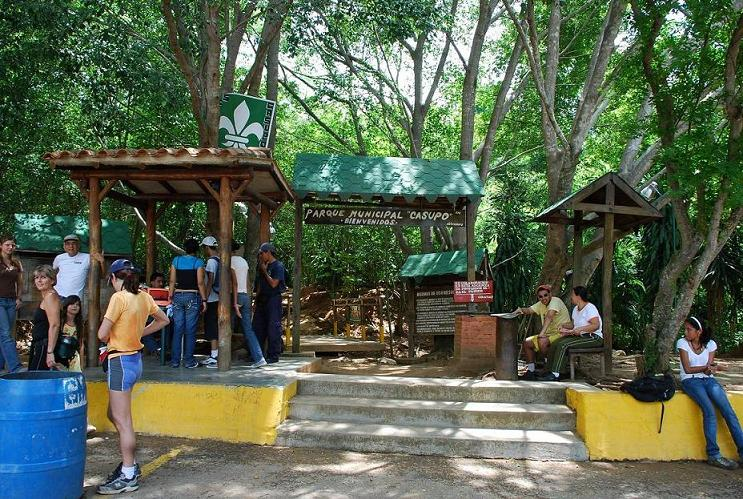
Eingang zum Park Casupo, wo viele Wanderungen anfangen

- Der Nationalpark San Esteban ist 43.500 Hektar groß und befindet sich im Nordosten des Bundesstaates. Er grenzt am Parque Nacional Henri Pittier. Der San Esteban hat eine vielfältige Landschaft, Fauna und Flora. Es gibt Inseln und Strände, sowie Berge, die bis 1800 Meter über dem Meeresspiegel reichen.[4]
- Der Parque Municipal Cerro Casupo (Gemeindepark Berg Casupo) ist 693 Hektar groß und befindet sich westlich von Valencia. Er wird als eine der Lungen Valencias angesehen. Die Höhe des Parkes variiert von 450 bis 980 Meter über dem Meeresspiegel.

## Geschichte

### Vorgeschichte

#### Erste Spuren
Das wichtigste kulturelle Zentrum der Uramerikaner im Zentrum des jetzigen Venezuelas befand sich um den Valenciasee.
Die Ethnien der Region waren Jäger, Sammler, aber auch Fischer und Landwirte.
Aus dieser Zeit bleiben immer noch viele Petroglyphen und Keramikreste erhalten.
In der Region, die jetzt Valencia bildet, hat man die Anwesenheit von Menschen seit dem vierten Jahrtausend vor Christus nachgewiesen. In anderen Regionen Carabobos (wie in Bejuma) hat man archäologische Befunde entdeckt, die auf eine noch ältere menschliche Präsenz hinweisen.
Die Archäologen haben herausgefunden, dass eine wichtige Besiedlung um den See herum zwischen 200 n. Chr. und 1000 stattfand.
Die Einwohner betrieben schon die Landwirtschaft.

#### Zweite Welle
Am Ende des ersten Millenniums kamen Völker aus dem Orinoco, wahrscheinlich über den Fluss El Pao, an. Vom achten Jahrhundert an begannen die aus dem Orinoko kommenden Völker sich mit den Siedlungen um den Valenciasee zu mengen. Diese Zusammenschmelzung bildete die cultura valencioide oder Valentiakultur.
Die Menschen bauten ihre Häuser auf künstliche Hügeln in den fruchtbaren Tälern westlich und östlich des Valenciasees. Sie stellten vorwiegend anthropomorphe Skulpturen her.
Gegen das Jahr 1200 erreichte die Valenciakultur die ganze Region um das Becken des Valenciasees, das Zentrum der Nordküste Venezuelas und verschiedene kleine Inseln der Karibik. Aus den Inseln wurden im Valenciaseegebiet Seeprodukte wie große Fechterschnecken, Salz (vorwiegend aus der Arayahalbinsel), Schildkröten und Fische aus Korallenriffen importiert. Der Handel fand über Küstendörfer statt.
Taramainas, Tacariguas und andere Stämme bewohnten das Gebiet um den Valenciasee, als die Europäer ankamen.
Die Stämme, die die Caraboboregion bewohnten waren vorwiegend Angehörige der Arawaksprachfamilie, aber auch Kariben.
Die Indianer der Region bauten Mais an, ein typisches Produkt westlicher Kulturen in Südamerika, sowie Maniok, eine Pflanze, deren Anbau eher von östlichen Indianern betrieben wurde. Von jener Zeit sind viele metates oder Steine zum Mailmahlen sowie Budares zur Kasavahvorbereitung aus Maniok erhalten.
Die Jirajara, aus der Region von Nirgua (jetzt Grenze zwischen Carabobo und Yaracuy), gingen östlich zum Valenciasee und von da an durch die Berge nach Borburata an der Küste, um Salz zu erhalten.

### Spanische Eroberung und Kolonie
Alonso de Ojeda und seine Leute waren sehr wahrscheinlich die ersten Europäer, die diese Region sahen, als sie August 1499 der Küste entlang nach Westen fuhren.
Villegas gründete das Dorf Borburata in 1548. Er gründete auch Valencia in 1555. In der Zeit siedelten immer mehr Spanier in der Region ein. Die Indianer wurden von vielen Flächen vertrieben oder in Encomiendas verteilt, wo sie für die Einwanderer arbeiten mussten. Viele Angriffe französischer und englischer Piraten fanden im 16. und 17. Jahrhundert statt.
Einer der ersten Aktionen dieser Piraten fand 1555 statt, als Franzosen Borburata sechs Tage lang angriffen.
Britische Piraten unter Leitung von John Hawkins zwangen 1564 die Siedler von Borburata, Waren zu handeln.
Der Pirat Lowell griff Borburata im Jahr 1566 wieder an. Französische Piraten unter Leitung von Nicolas Vallier besetzten Borburata im Jahr 1567.
John Hawkins zwang die Siedler von Borburata wieder im Jahr 1568, Waren mit ihm zu handeln. Diese Angriffe führten dazu, dass das Dorf jahrelang aufgegeben wurde. Die Siedler gingen vor allem nach Valencia.
Im Jahr 1569 kam Pedro de Malaver mit über 500 Siedlern in Borburata an. Er wollte einen Dorado finden und Nueva Extremadura gründen. Zwischen Borburata und Valencia verließen ihn aber die meisten Siedler und blieben meisten in der Region.
1577 und 1583 wurde die Region von Valencia von verschiedenen Karibischen Stämmen aus dem Niederen Orinoko angegriffen. Spanische Truppen unter Leitung von Garci-González schlug sie zurück.
Im Jahre 1677 wurde Valencia wieder von französischen Piraten geplündert und fast alle Dokumente der Stadt vernichtet.
Das Guipuzcoana-Unternehmen aus dem Baskenland bekam im 18. Jahrhundert das Handelsmonopol für die Provinz Venezuela. 1730 richtete das Unternehmen den Hafen von Puerto Cabello auf.
Im Jahr 1800 besuchte Alexander von Humboldt die Region auf seiner Reise durch Südamerika. Er schrieb ausführlich über die Natur und Gesellschaft der Gegend.

### Unabhängigkeitskrieg
Am 19. April 1810 wurde im Casa de la Estrella in Valencia die Unabhängigkeit Venezuelas erklärt. Am 5. Juli wurde die Unabhängigkeitserklärung im selben Ort unterzeichnet.
Von diesem Moment an begann ein Krieg, der über zehn Jahre dauern würde.
1812 führten Francisco de Miranda und Simón Bolívar mehrere wichtige Schlachten in der Region. Im Laufe der folgenden Jahre wurde Valencia hin und wieder von Royalisten und Unabhängigkeitskämpfern besetzt.
Am 24. Juni 1821 fand die Schlacht von Carabobo statt. Das war eine der wichtigsten Schlachten auf dem Weg zur Unabhängigkeit Venezuelas.

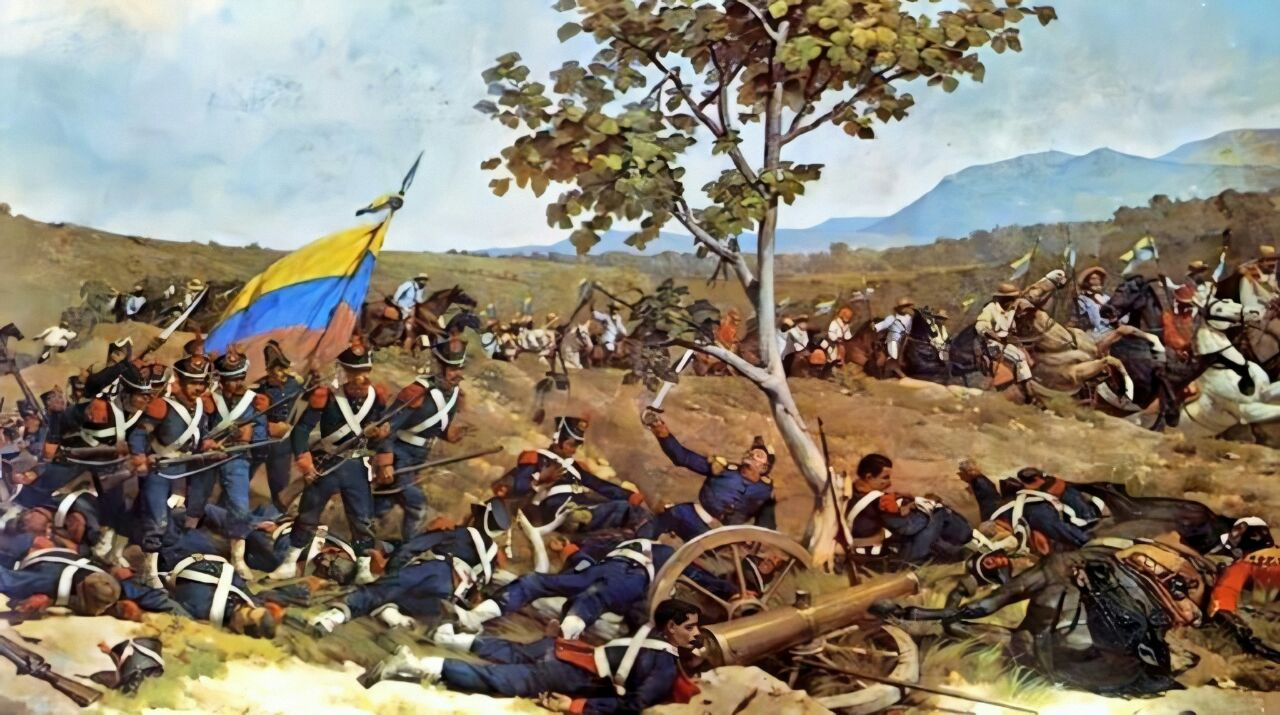
Schlacht von Carabobo, gemalt von Martín Tovar y Tovar

Auch wenn andere Schlachten bis 1823 folgten, galt die Unabhängigkeit als relativ sicher.
Die spanischen Truppen, die in der Festung von San Felipe in Puerto Cabello blieben, verließen Venezuela am 10. November 1823.
Am 24. Juni 1824 wurde die Provinz von Carabobo von einem Teil der Provinz Caracas gegründet.
Valencia wurde erste Hauptstadt Venezuelas, als dieses sich vom Großkolumbien trennte.

#### Die junge Republik
Die Monagas-Familie, die im Unabhängigkeitskrieg führende Positionen ausübte, hatte jahrelang Landbesitze angehäuft. Dies führte 1858 zu Protesten, die das Ende der Regierung von José Tadeo Monagas bedeuteten. In den folgenden Monaten fanden viele Aufstände armer Menschen in Carabobo und andere Regionen Venezuelas statt, die sich gegen die neuen Machthaber enttäuscht fühlten, denn sie dachten, dass diese die Ideale des Aufstands verraten hatten (u. a. Landbesitze verteilen).
Am 31. Dezember 1858 fand die Verfassungsversammlung in Valencia statt. Da wurde die Verfassung von 1858 verabschiedet, wa zu gewissen Zugeständnissen für die Armen führte: das Stimmrecht für alle Männer wurde eingeführt und die Sklaverei wurde verboten.

### 20. Jahrhundert
1917 und dann 1933 hat die Regierung Venezuelas mehrere Grenzveränderungen zwischen den Bundesstaaten Aragua und Carabobo vorgenommen, wobei Carabobo Gebiete an Aragua verlor.
Während der Regierungszeit von Juan Vicente Gómez (und bis zu seinem Tode 1935) waren große Teile der Region in den Händen von Freunden des Präsidenten.
Am 31. März 1941 hat die Besatzung mehrerer italienischer und deutscher Schiffe, die in Puerto Cabello waren, beschlossen, ihre Schiffe zu zerstören. Sie dachten, dass die US-Amerikaner die Schiffe in Beschlag nehmen würden. Sie haben die Schiffe explodieren lassen und es kam zu einem großen Brand am Hafen. Mehrere Hunderte von ihnen wurden in Carabobo inhaftiert. Viele der Italiener wurden aber kurz danach entlassen und haben sich seitdem in Venezuela niedergelassen. Das deutsche Schiff musste man bis zu einer Insel vor Puerto Cabello abschleppen.
Am Ende des Zweiten Weltkrieges begann eine starke Einwanderung aus Europa nach Venezuela. Zuerst kamen viele Deutsche und Osteuropäer. Carabobo war eins der Hauptziele. Am 2. September 1947 kam das erste Kontingent „A“ von Einwanderern aus Deutschland in Puerto Cabello an. Danach kamen u. a. viele Ukrainer, Polen und Balten. Später waren vor allem Spanier und Italiener die Einwanderer.
In den 1970er Jahren kamen mehr Einwanderer aus anderen südamerikanischen Ländern.
Valencia begann sich Mitte des 20. Jahrhunderts zu einer Industriestadt zu entwickeln. Vor allem im Süden der Stadt und westlich von ihr Richtung Valenciasee entstanden viele Industrien.
1989 fanden die ersten Regionalwahlen in Venezuela statt und so konnte das Volk zum ersten Mal seine Gouverneure und Bürgermeister direkt wählen. Henrique Salas Römer wurde erster Gouverneur Carabobos.

### 21. Jahrhundert
Im Jahr 2004 wurde Luis Felipe Acosta Carlez, ein Militär, der Hugo Chávez unterstützte, Gouverneur von Carabobo.
Der Bundesstaat hat in den letzten Jahren mit einer raschen Zunahme der Kriminalität, vor allem in den Slums, zu kämpfen. Viele Arme aus der Region, aber auch aus anderen Regionen Venezuelas und Lateinamerikas sind in den letzten Jahren nach Carabobo gekommen.
In vielen Gebieten entstanden Landbesetzungen, wo Hunderte von Menschen private oder öffentliche Flächen besetzten und Slums bauten. Das ist der Fall südöstlich von Valencia, um Naguanagua herum, nördlich von San Diego und anderen Gegenden. Dies ist zu einem Politikum geworden.
Die zwei Blöcke von Reformvorschlägen, die Hugo Chávez für die Verfassung vorgelegt hatte, wurden in Carabobo am 2. Dezember 2007 von 52,82 % bzw. 53,12 % der Wähler abgelehnt (50,70 % bzw. 51,05 % landesweit).

## Sehenswürdigkeiten

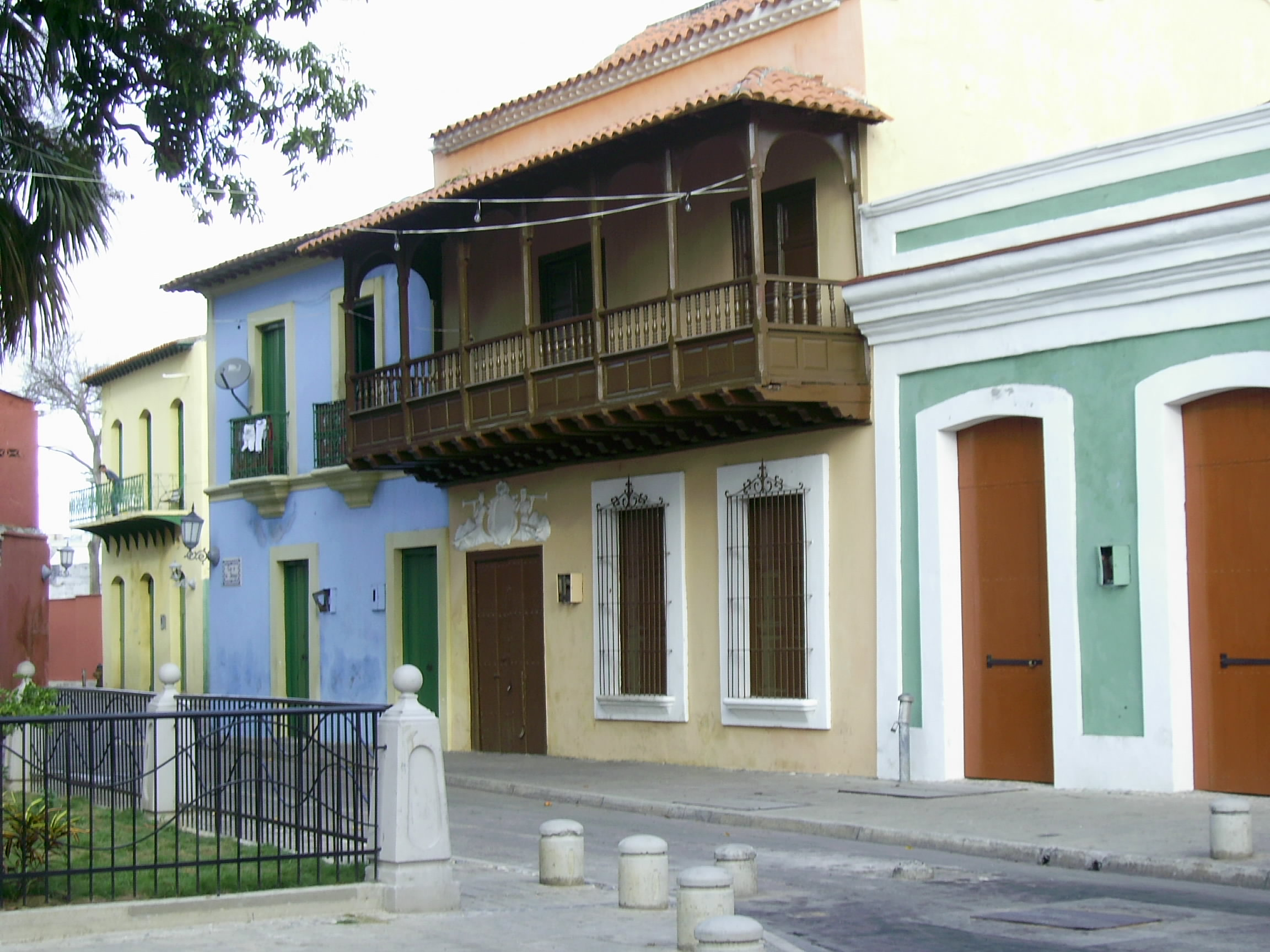
Puerto Cabello

- Bolivarplatz und Dom von Valencia.
- Aquarium Valencia oder Acuario de Valencia (das größte Aquarium Lateinamerikas und kleiner Zoo)
- Negra Hipólita-Park in Valencia: dieser ist ein großer Park mit vielen Anrichtungen für Kinder und Erwachsene.
- Aguas termales de las Trincheras: Thermalbäder, von Humboldt besucht und beschrieben.
- Altstadt von Puerto Cabello
- Spanische Festung von Puerto Cabello
- Spanische Festung Solano (auch in der Nähe von Puerto Cabello)
- Patanemostrand an der Küste
- Berge und Küste im Nationalpark San Esteban
- Indianische Petroglyphen in Vigirima
- Berge von Canoabo im Westen des Bundeslandes
- Campo Carabobo, südwestlich von Valencia: Denkmal für einen entscheidenden Kampf im Unabhängigkeitskrieg Venezuelas
- Abtei von San José, in Güigüe, von deutschen Mönchen gegründet.

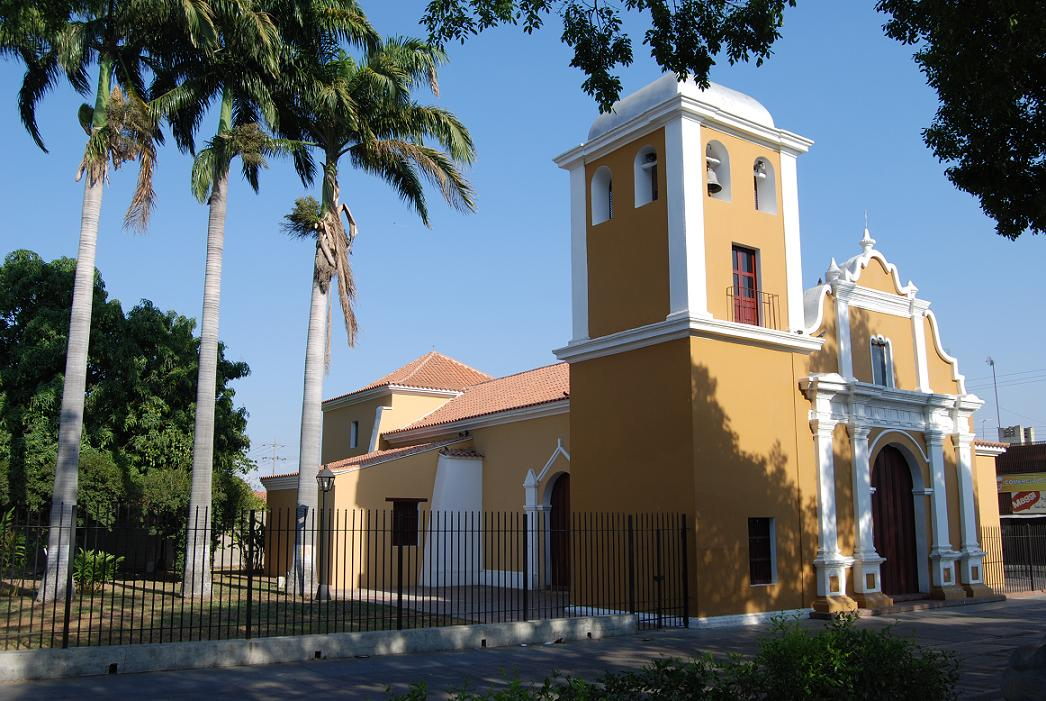
Kolonialkirche von Los Guayos
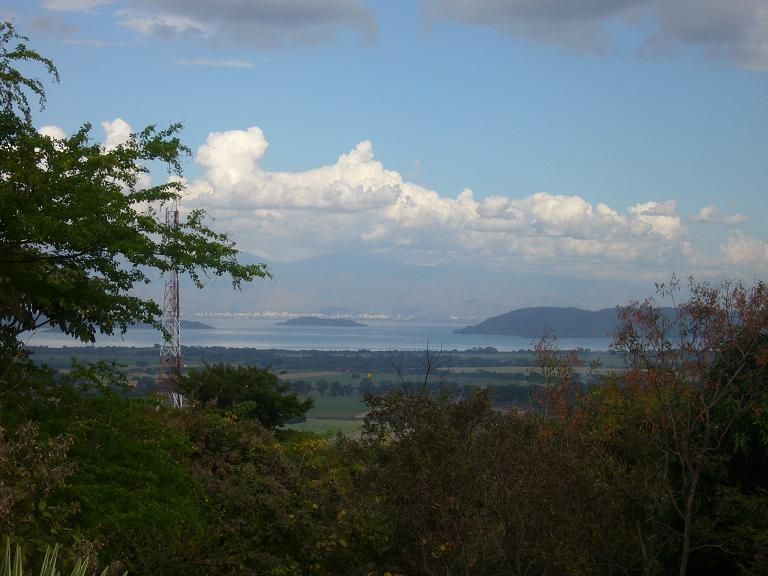
Valenciasee aus der Sicht der Abtei von Güigüe
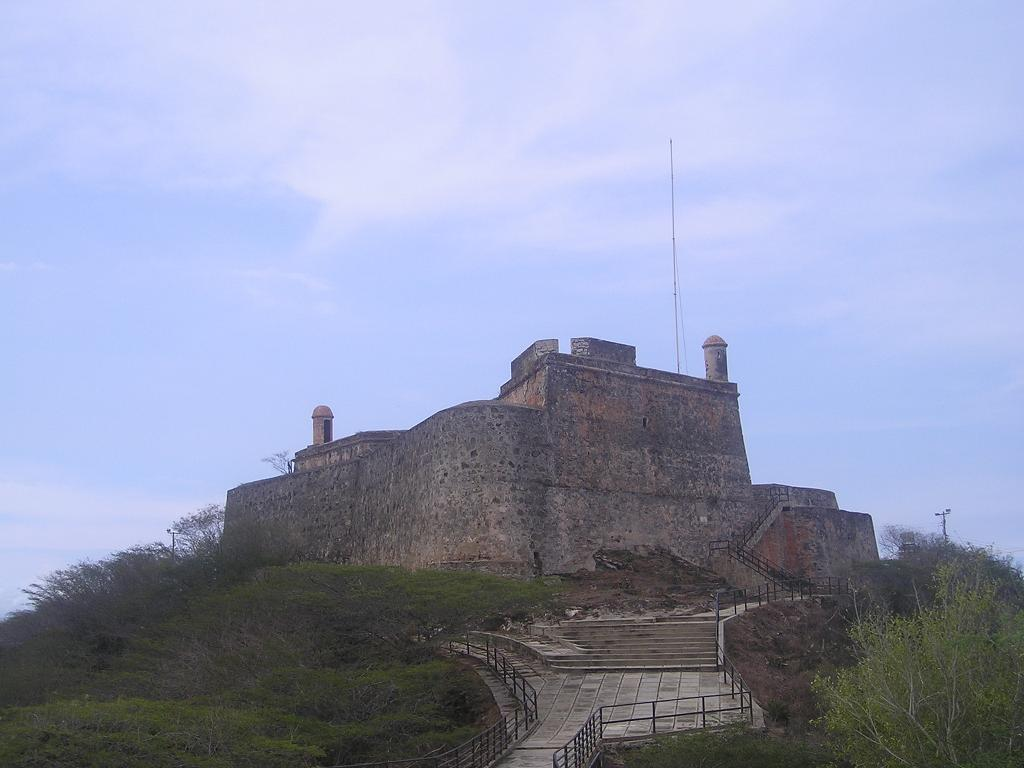
Festung Solano in Puerto Cabello
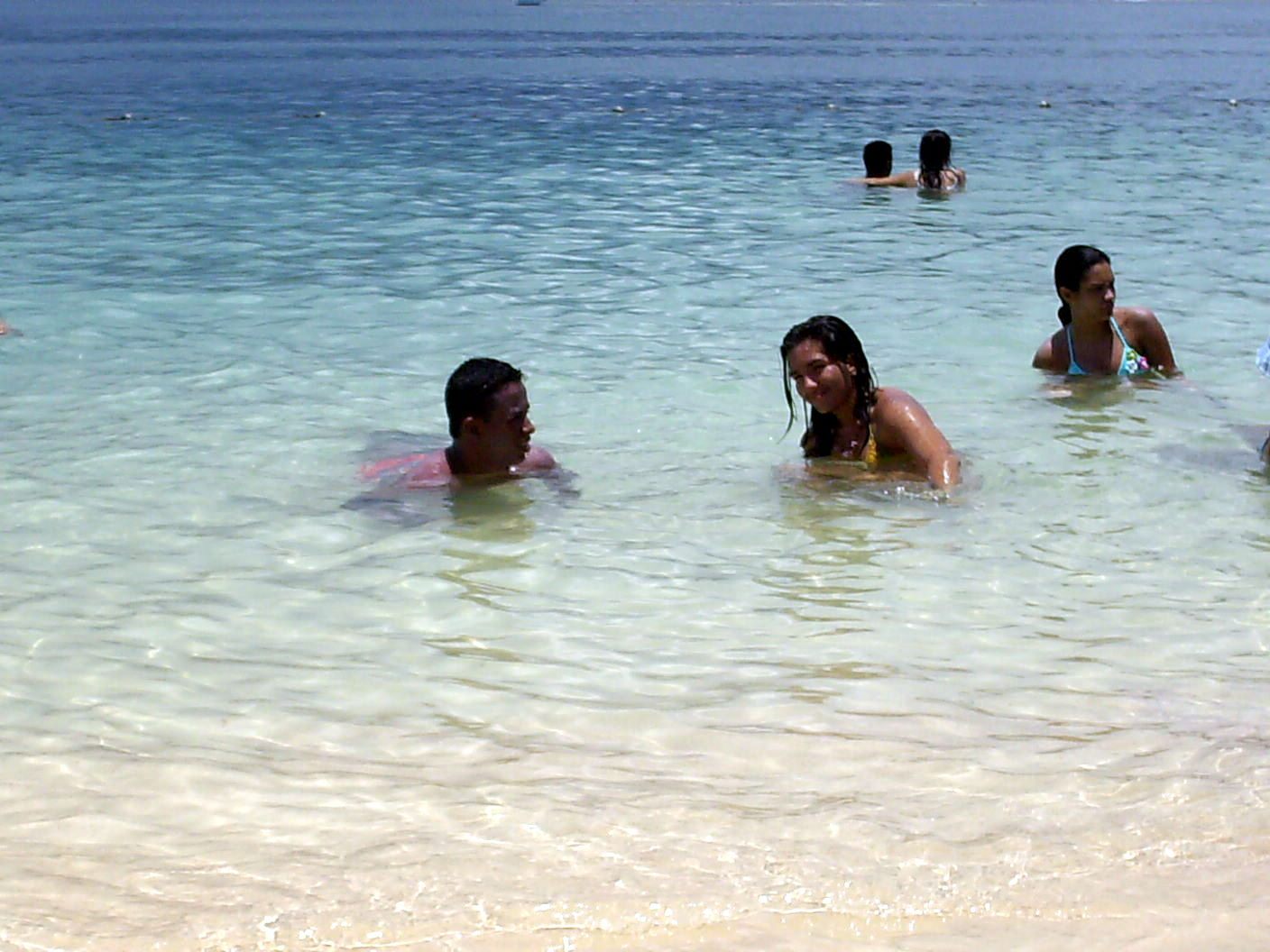
Der Strand auf der Isla Larga, an der Küste, im Nationalpark San Esteban
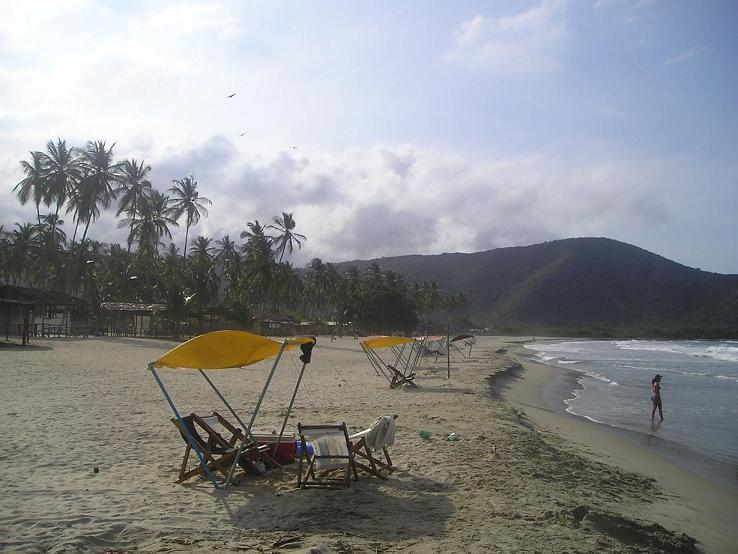
Patanemostrand oder Playa de Patanemo, östlich von Puerto Cabello

- Kolonialkirche von San Diego

- Kolonialkirche von Los Guayos
- Valenciasee aus der Sicht der Abtei von Güigüe
- Festung Solano in Puerto Cabello
- Der Strand auf der Isla Larga, an der Küste, im Nationalpark San Esteban
- Patanemostrand oder Playa de Patanemo, östlich von Puerto Cabello

## Wirtschaft
Carabobo verfügt über die wichtigsten Industrien Venezuelas. Zugleich spielt die Landwirtschaft eine bedeutende Rolle.
An der Küste, in der Nähe von Morón, liegt eines der größten petrochemischen Zentren Lateinamerikas, Complejo El Palito.

## Ausbildung

### Universitäten
Die größte Universität Carabobos und eine der wichtigsten in Venezuela ist die Universidad de Carabobo, die etwa 40.000 Studenten zählt.
Es gibt auch eine Reihe anderer privater Universitäten und Hochschulen, wie:
- Universidad José Antonio Páez.
- Universidad Tecnológica del Centro.
- Universidad Arturo Michelena
- Colegio Universitario Padre Isaías Ojeda (CUPIO)
- Universidad Nacional Experimental Politécnica de la Fuerza Armada (Núcleos en Valencia y Puerto Cabello).
- Universidad Nacional Experimental Simón Rodríguez (Decanato Valencia y Nucleo Canoabo)
- Instituto Universitario de Tecnología Valencia
- Universidad Santiago Mariño
- Universidad Alejandro Humboldt

### Wissenschaft und Technologie
Unter den wichtigsten Forschungszentren befinden sich die FUNDACITE (Stiftung für die Entwicklung der Technologie in Carabobo) sowie die Universidad de Carabobo, insbesondere die Fakultät für Wissenschaft und Technologie.

## Kultur

### Gastronomie

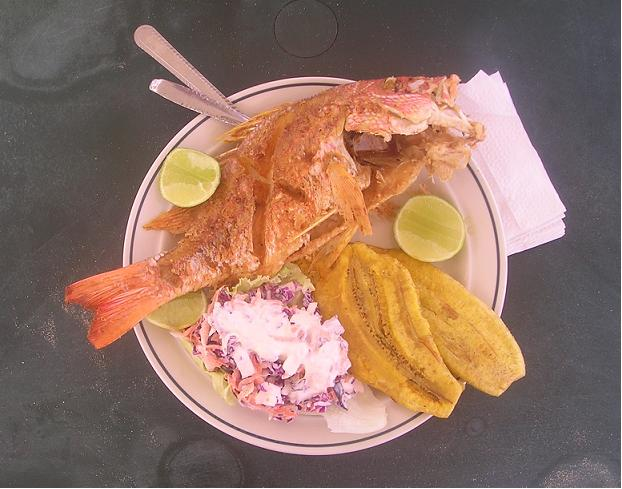
Fisch mit Tostones

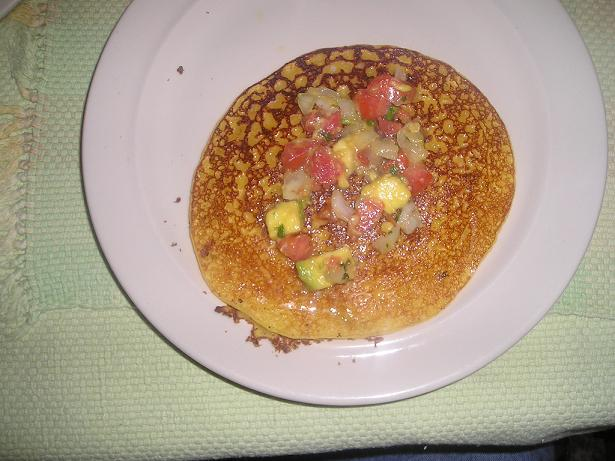
Cachapa mit Butter, Käse, Tomaten, Avocado

Die Küche in Carabobo teilt viele Komponente mit anderen Regionen Venezuelas: Cachapas, Arepas, Hallacas.
Darüber hinaus gibt es einige Spezialitäten der Region wie:
- Chicha aus Mais
- Frittierter Fisch mit tostones (gebratene Kochbananen), Reis und Salat, vorwiegend an der Küste
- Orangen- und Zitronenkuchen
- Die panelas de San Joaquín aus San Joaquín: eine Art Aniskuchen

## Medien
Die wichtigsten Zeitungen sind El Carabobeño und Notitarde.

## Sport
Eines der größten Sportzentren ist der Polideportivo Misael Delgado in Valencia.
Es gibt auch eine „olympische Villa Valencias“ zwischen Valencia und Naguanagua.

### Baseball
Eine der wichtigsten Baseballteams Venezuelas sind die Navegantes del Magallanes mit Hauptsitz im Stadium José Bernardo Pérez.

### Basketball
Trotamundos de Carabobo ist eines der erfolgreichsten Teams in Venezuela.

### Fußball
Der Carabobo Fútbol Club hat seinen Sitz im Polideportivo Misael Delgado.

### Radfahren
Das Velódromo Máximo Romero ist Sitz der Asociación Carabobeña de Ciclismo.

## Verkehr

### Straßen und Autobahnnetz
Carabobo hat eines der besten Straßennetze in Venezuela. Die wichtigsten Strecken sind:
- Autobahn Caracas-Valencia, die von Valencia nördlich des Valenciasees nach Caracas läuft.

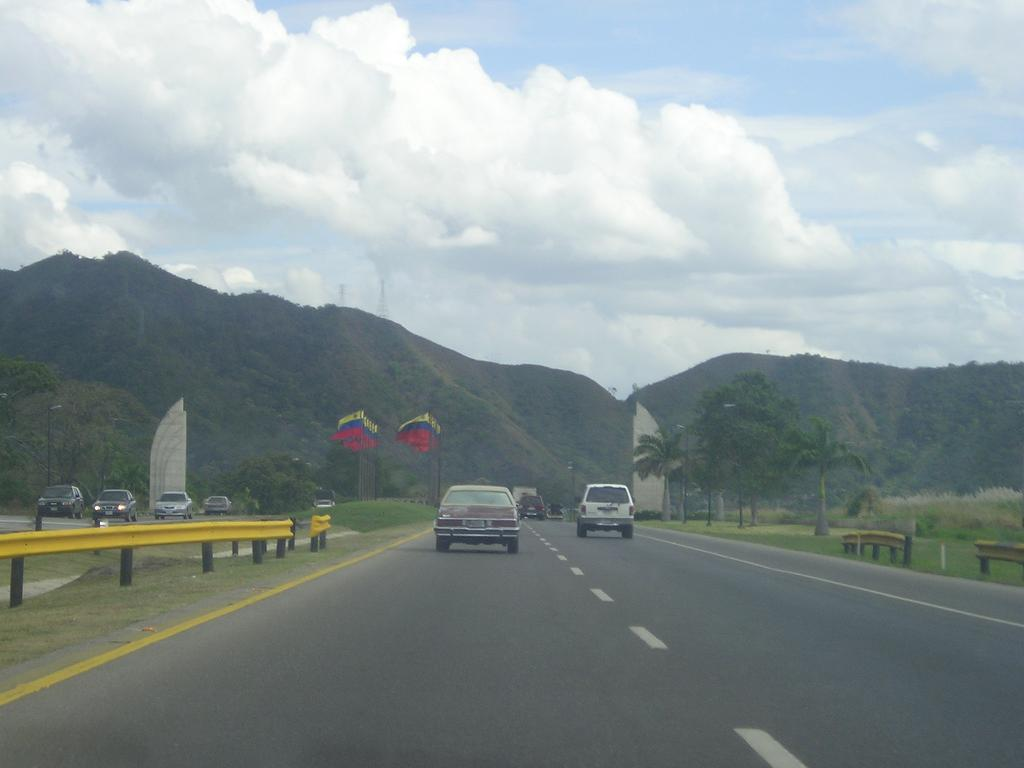
Autobahn Valencia-Caracas, nicht weit von der Grenze zwischen Carabobo und Aragua

- Autobahn Bárbula-Puerto Cabello, die aus Nordvalencia bis zur Küste und dann nach San Felipe fährt (A-1).
- Autobahn Valencia-Campo Carabobo, die sich in die N-5 verwandelt und Valencia mit Tinaquillo und damit mit dem Westen verbindet.
- Die Straße 3, die aus Puerto Cabello über Morón nach Coro läuft.
- Die 11, die aus Valencia südöstlich Richtung Güigüe und von da an Villa de Cura, in Aragua, fährt.
- Die 4, die zwischen Urama und Bejuma verläuft.

Busse aus anderen Regionen kommen vor allem im Big Low Center, in San Diego, an. Von da gibt es zahlreiche Busse, die nach Valencia und andere Städte in der Region fahren.

### Luftverkehr
Die Flughäfen Carabobos sind der Internationale Flughafen Arturo Michelena, östlich von Valencia, und der Internationale Flughafen von Bartolomé Salom, in Puerto Cabello.

### Züge und U-Bahn
Zurzeit gibt es eine Zuglinie mit wenig Verkehr zwischen Barquisimeto und Puerto Cabello. Eine Bahnlinie wird nun zwischen Valencia und Caracas gebaut.

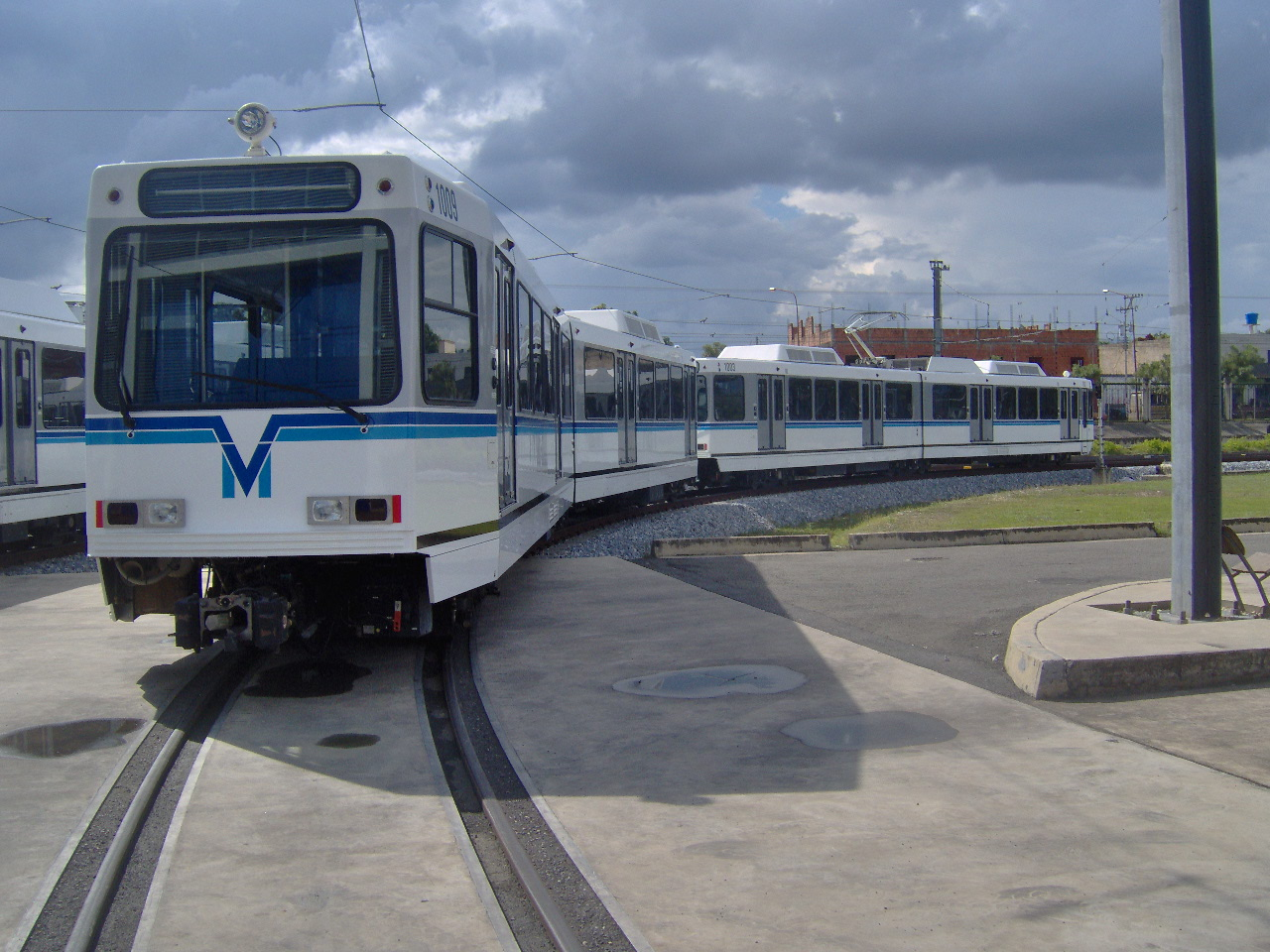
U-Bahn von Valencia

Valencia hat eine U-Bahn. Anfang 2008 waren sechs Haltestellen in Betrieb, die U-Bahn wird in den folgenden Jahren aber die ganze Stadt vom Süden bis Norden verbinden.

### Seefahrt
Einer der wichtigsten Häfen Venezuelas liegt in Carabobo: der Hafen von Puerto Cabello. Der Valenciasee hat jetzt nur Boote für private Nutzung.

## Söhne und Töchter Carabobos
- Antonio Herrera Toro, Maler

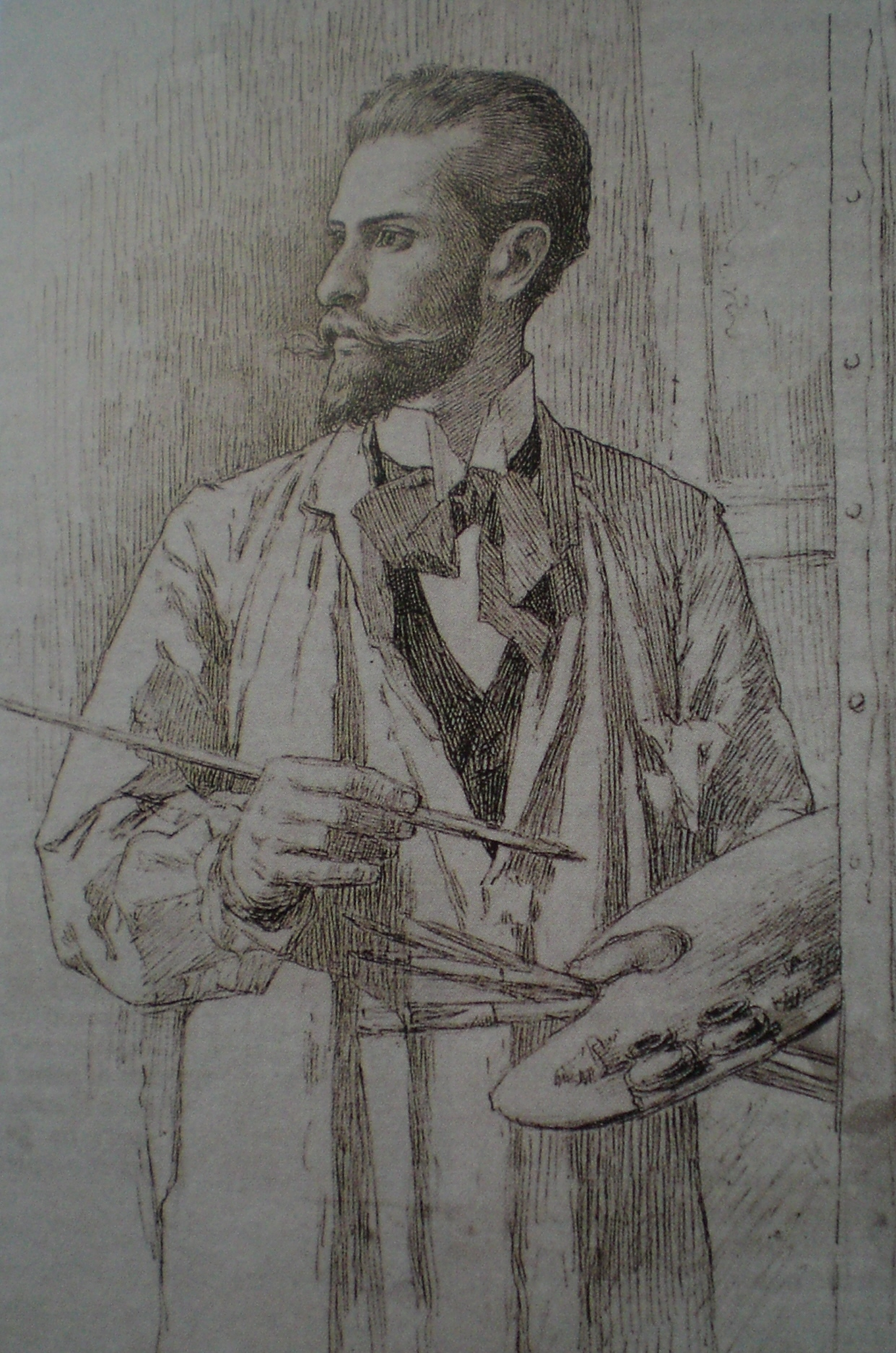
Arturo Michelena

- Arturo Michelena (1863–1898), Maler
- Eugenio Montejo (1938–2008), Dichter (in Caracas geboren, aber vorwiegend in Valencia ansässig)
- Luis Pérez Carreño, Arzt, Gründer der Klinik der Armen Kinder
- Vicente Gerbasi (1913–1992), Dichter